# Гамалія Григорій Антонович
Гамалія Григорій Антонович (д/г—1758) — державний діяч Гетьманщини, бунчуковий товариш у Лубенському полку.

## Життєпис
Походив з козацько-старшинського роду Гамалій. Син Антіна Гамалії, генерального осавула. Стосовно матері існують розбіжності, ймовірніше нею була Уляна Кондратьєва. Навчався в Речі Посполитій.
30 вересня 1735 року стає бунчуковим товаришем. У 1737 році одружився з Євдокією Покорською. У 1758 році був найвірогіднішим кандидатом у генеральні хорунжі, проте помер того ж року.

## Родина
- Григорій (д/н—після 1787), військовий товариш Стародубського полку